# Susaki
Susaki (jap. 須崎市 -shi) ist eine Stadt in der Präfektur Kōchi in Japan.

## Geographie
Susaki liegt südwestlich von Kōchi an der Tosa-Bucht des Pazifischen Ozeans. Susaki besitzt eine Riasküste, deren westlicher Einschnitt die Susaki-Bucht und östlicher die Uranouchi-Bucht darstellt.

## Geschichte
Susaki wurde am 1. Oktober 1954 aus der Stadt Susaki-shi und den Dörfern Onogo--mura, Uranouchi-mura, Aso-mura und Kamibun-mura gegründet.

## Wirtschaft
Die Hauptindustrie ist die Tiefseefischerei und die Fischzuchtfarmen für japanische Seriola, (Seriola quinqueradiata) und Seebrassen (Brama japonica). In der Landwirtschaft sind die Treibhäuser für japanischen Ingwer, Gurken, Grüner Pfeffer, kleiner süßer Pfeffer und Blumen von besonderer Bedeutung.

## Verkehr

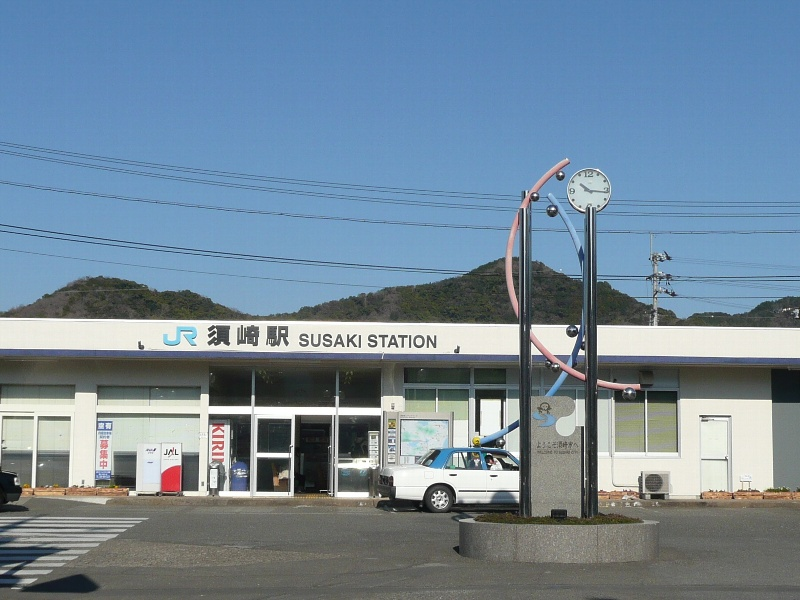
Bahnhof Susaki

- Straße:
  - Kōchi-Autobahn
  - Nationalstraßen 56, 197, 494
- Zug:
  - JR Dosan-Linie
- Hafen

## Angrenzende Städte und Gemeinden
- Die angrenzenden Städte sind im Osten Tosa, im Westen Tsuno, im Norden Sakawa und im Süden Nakatosa